# شهرستان کلی (جورجیا)
شهرستان کلی، جورجیا (به انگلیسی: Clay County, Georgia) یک county of Georgia در ایالات متحده آمریکا است که در جورجیا واقع شده‌است.